# HMS A13
HMS A13 – brytyjski okręt podwodny typu A. Zbudowany w latach 1903–1905 w stoczni Vickers w Barrow-in-Furness. Okręt został zwodowany 8 marca 1905 roku i rozpoczął służbę w Royal Navy 23 września 1905 roku.
HMS A13 był pierwszym brytyjskim okrętem podwodnym, na którym z sukcesem zamontowano silnik Diesla. Był to zaprojektowany przez Herberta Akroyda Stuarta sześciocylindrowy silnik Hornsby-Akroyda . Silnik miał moc 500 KM. Był o 3 tony cięższy od montowanego dotychczas w okrętach podwodnych typu A silnika benzynowego o mocy 600 KM. Zwiększoną wagę silnika skompensowano zmianami konstrukcyjnymi wewnątrz okrętu. Zmniejszono pojemność zbiorników paliwa, tak że po ich przebudowie, na pokładzie okrętu znajdowało się tylko około 3,7 tony paliwa. W czasie podróży z Barrow-in-Furness do Portsmouth okręt płynął nieprzerwanie przez 29 godzin ze średnim zużyciem około 20 galonów na godzinę, co było bardzo niskim zużyciem paliwa dla ówczesnych silników . Pomimo tak dobrych osiągów silniki Diesla zastosowano na stałe dopiero w okrętach typu D.
W 1914 roku razem z HMS A5, HMS A6, HMS B1, HMS D2, HMS E10 i HMS S1, A13 stacjonował w Portsmouth przydzielony do Drugiej Flotylli Okrętów Podwodnych (2nd Submarine Flotilla) pod dowództwem  Lt. Edwarda R. Lewesa.
Okręt został sprzedany w maju 1920 i zezłomowany.